# Calamorhabdium acuticeps
Calamorhabdium acuticeps là một loài rắn trong họ Rắn nước. Loài này được Ahl mô tả khoa học đầu tiên năm 1933.